# Молья
Молья (італ. Moglia) — муніципалітет в Італії, у регіоні Ломбардія,  провінція Мантуя.
Молья розташована на відстані близько 370 км на північ від Рима, 150 км на південний схід від Мілана, 28 км на південь від Мантуї.
Населення — 5699 осіб (2014).
Щорічний фестиваль відбувається 29 серпня. Покровитель — святий Іван Хреститель.

## Демографія
Населення за роками:

Станом на 1 січня 2023 року в муніципалітеті офіційно проживало 548 іноземців з 34 країн, серед них 51 громадянин країн Євросоюзу та 13 громадян України.

## Сусідні муніципалітети
- Конкордія-сулла-Секкія
- Гонцага
- Нові-ді-Модена
- Пегоньяга
- Куїстелло
- Реджоло
- Роло
- Сан-Бенедетто-По